# Jardin Jungle Karlostachys
El Jardín jungla Karlostachys (en francés: Jardin Jungle Karlostachys) es un jardín botánico privado especializado en plantas de climas templados de grandes hojas de apariencia tropical, que se encuentra en la comuna de Eu, departamento de Sena Marítimo, Francia. Está situado entre las antiguas regiones de Normandía y Picardía, cerca de Eu, Le Tréport y Mers-les-Bains, próximo al bosque de Eu. Está en el camino de la Granja Beaumont y el sitio arqueológico galo-romano de "Bois-l'Abbé" que alberga templos, teatro y termas.
El jardín tiene una superficie de 15 hectáreas, incluyendo tanto la colección botánica, la vegetación local y un pequeño vivero para especies raras.
Está situado en un entorno de bosque salvaje (hayedo) «La forêt d'Eu» que cubre 9300 ha en conjunto entre los valles del Yères y del Bresle, que incluye la preservación de la fauna y flora local.

## Historia
Este jardín es propiedad de Charles Boulanger quien lo creó en 1994.
Está abierto a la visita del público en general desde 2012 incluye las colecciones botánicas de Charles Boulanger.

## Colecciones
El jardín Jungla, que tiene miles de diferentes especies de plantas, se divide en tres partes:
- Arboretum que incluye las colecciones de maderas preciosas (Bretschneidera, Cathaya, Sequoia o Fitzroya)
- Bambusería, un jardín cerrado que conserva adjuntas las colecciones de (Hydrangea, Rhododendron, Lianas y las introducciones)
- Landa con Eucalyptus (ecotipos seleccionados por su resistencia al frío).[4]

Son dignas de mención y características del jardín sus colecciones de sequoia, una plantación de bambú, con más de 300 especies y cultivares donde coexisten: gigantes de más de 13 metros, de escalada, rojos, azules, negros, con rayas, con cuadros, manchados, de mechón de empuje (cespitosos) y muchos raros: Yushania pauciramificans, Acidosasa gigantea, Oligostachyum sulcatum, Fargesia KR 6791 (un cespitoso que se eleva hasta 13 metros)...
Más de 7000 taxones se han identificado en el parque. En la primavera florece el ciclamen, los jacintos de bosque, heleboros, epimedium rododendros y otras numerosas flores silvestres. En verano, es el turno de las hortensias y el brote de los bambús gigantes que llegan a más de 10 metros en dos semanas. Luego vienen los colores del otoño con el bambú verde oscuro, el amarillo de los árboles de tulipán y Kalopanax, naranja de las hayas y azul del eucalipto.

## Filosofía
El "Jardin Jungle Karlostachys" conserva voluntariamente muchas áreas naturales como las zarzas (para preservar los habitantes como el lirón enano Muscardinus avellanarius ), los viejos árboles en descomposición, las poblaciones de hiedra, ortigas, enredaderas y clematis salvaje.
Este jardín estrictamente no utiliza ningún producto fitosanitario, fertilizante insecticida o fungicida.
En el jardín se aplica una restauración ecológica y no solamente la biodiversidad es una prioridad, sino también las plantas de cultivo locales.
Algunos especímenes cultivados en el "Jardin Jungle Karlostachys".

Especímenes cultivados en el Jardin Jungla Karlostachys
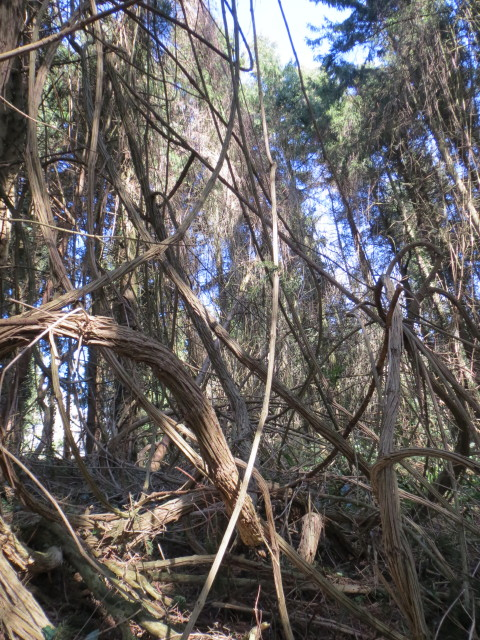
Clematis vitalba
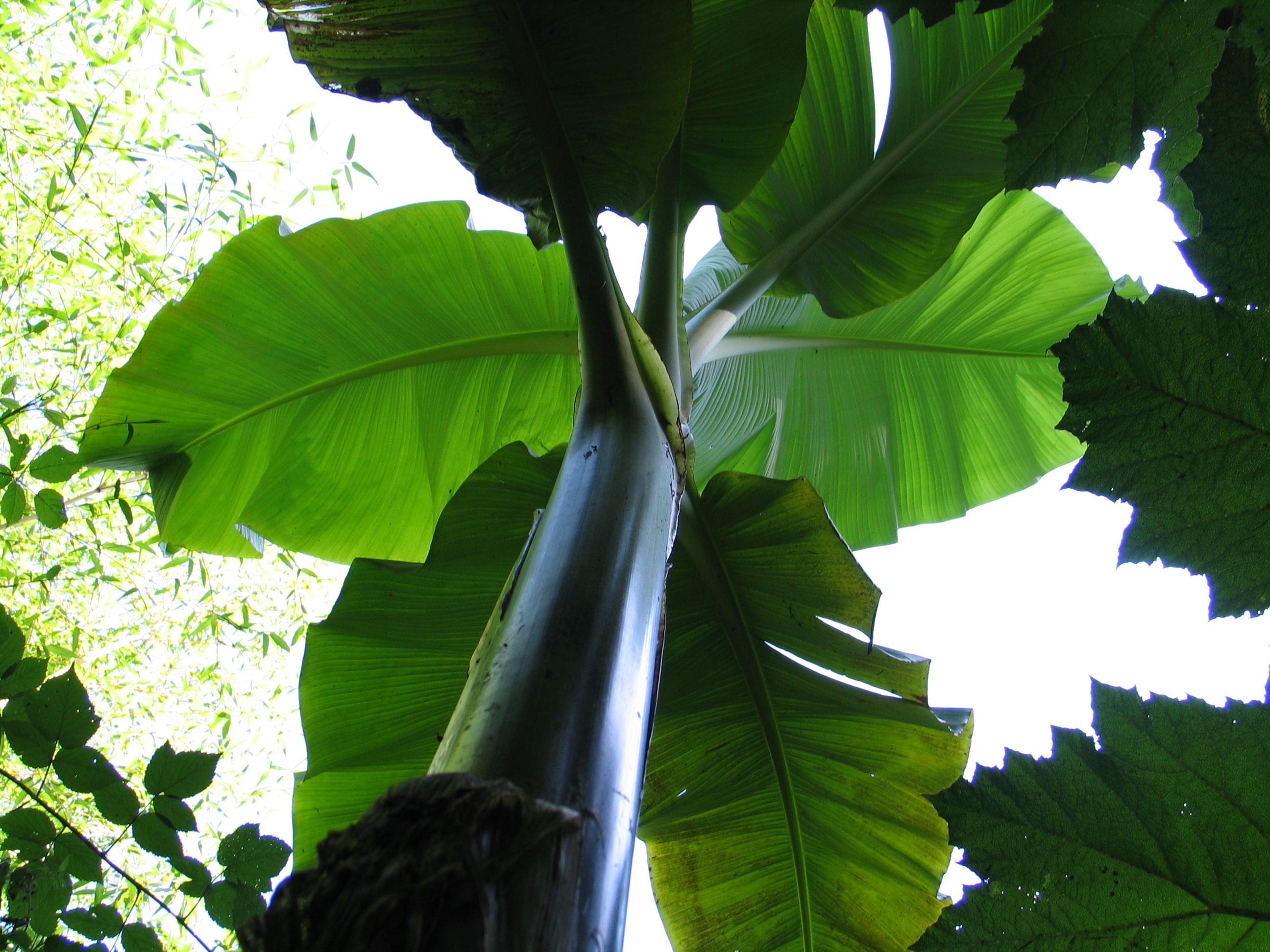
Musa basjoo
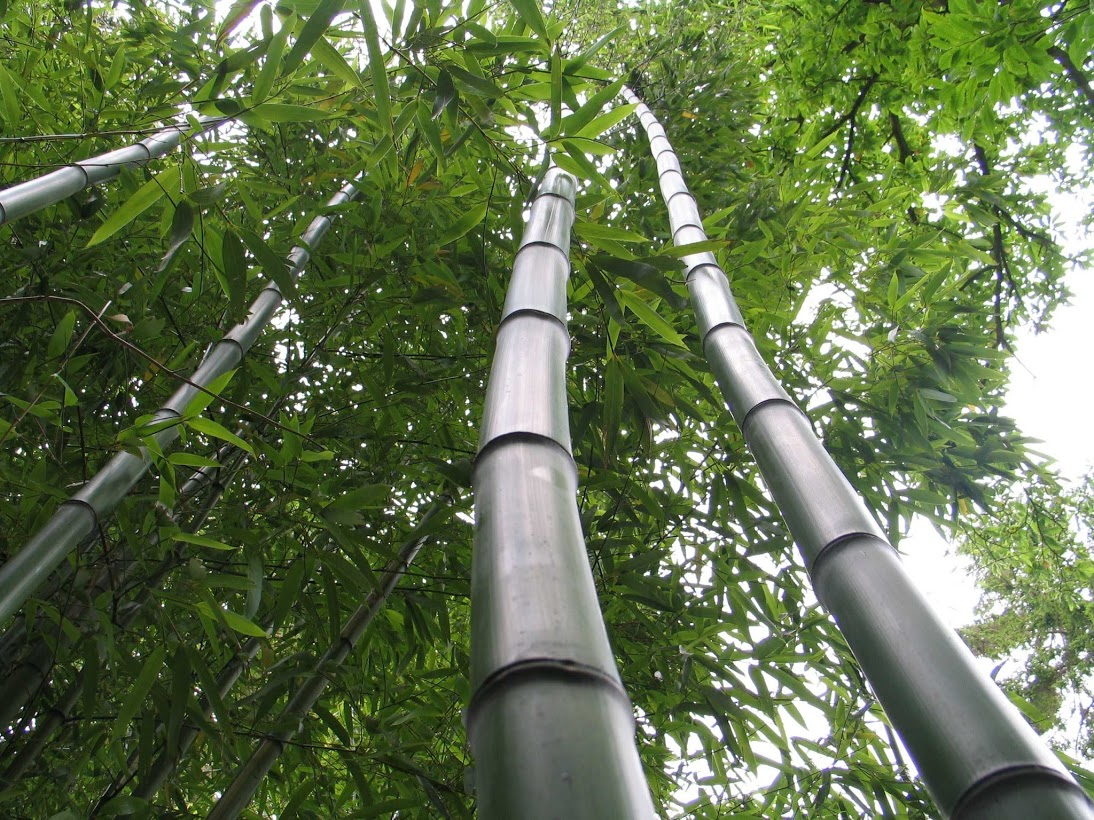
Phyllostachys nigra
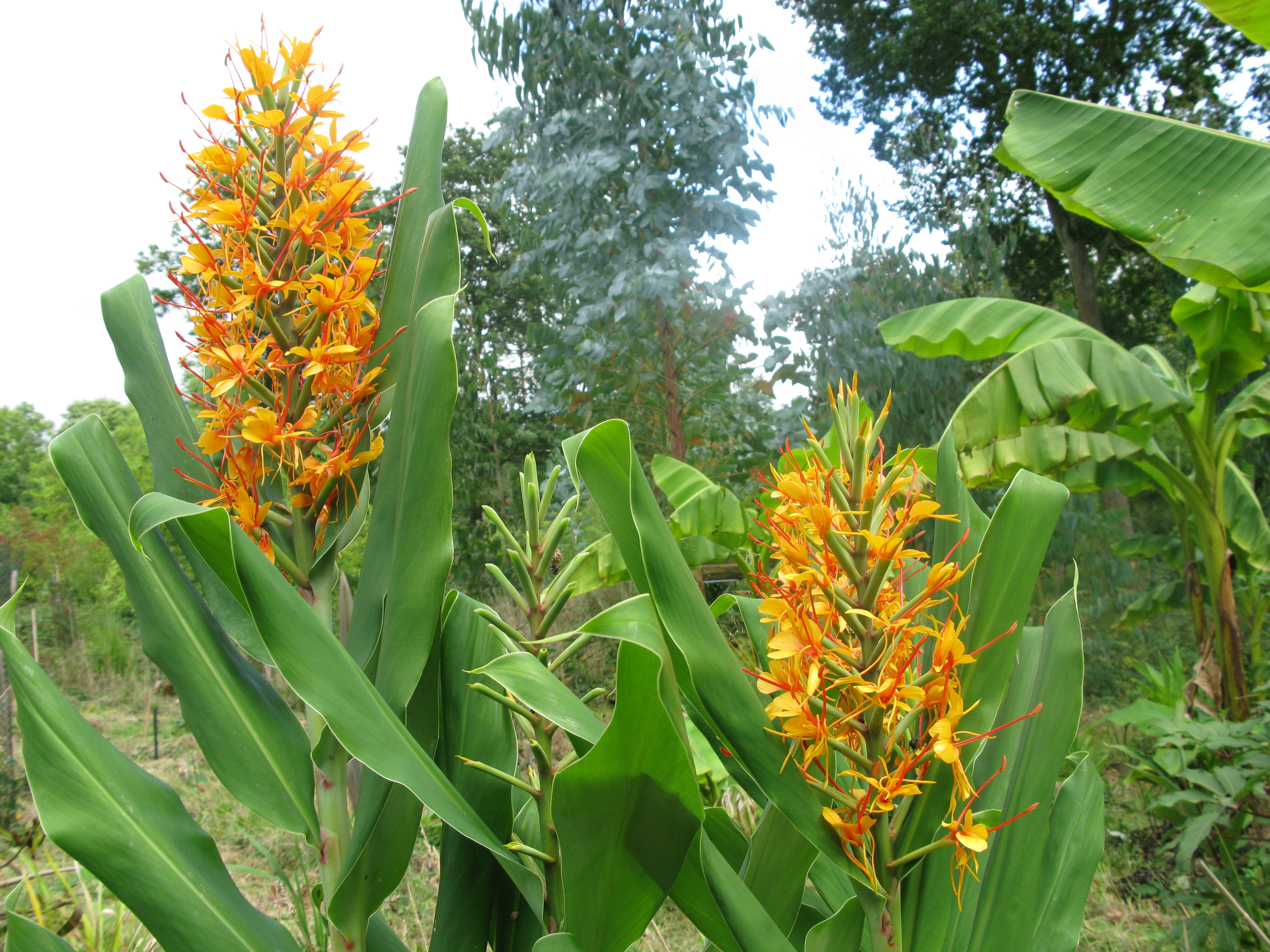
Hedychium 'Tara'
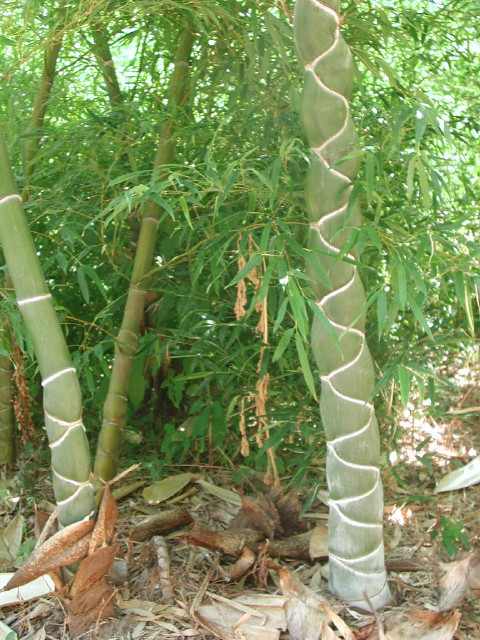
Phyllostachys edulis kikko
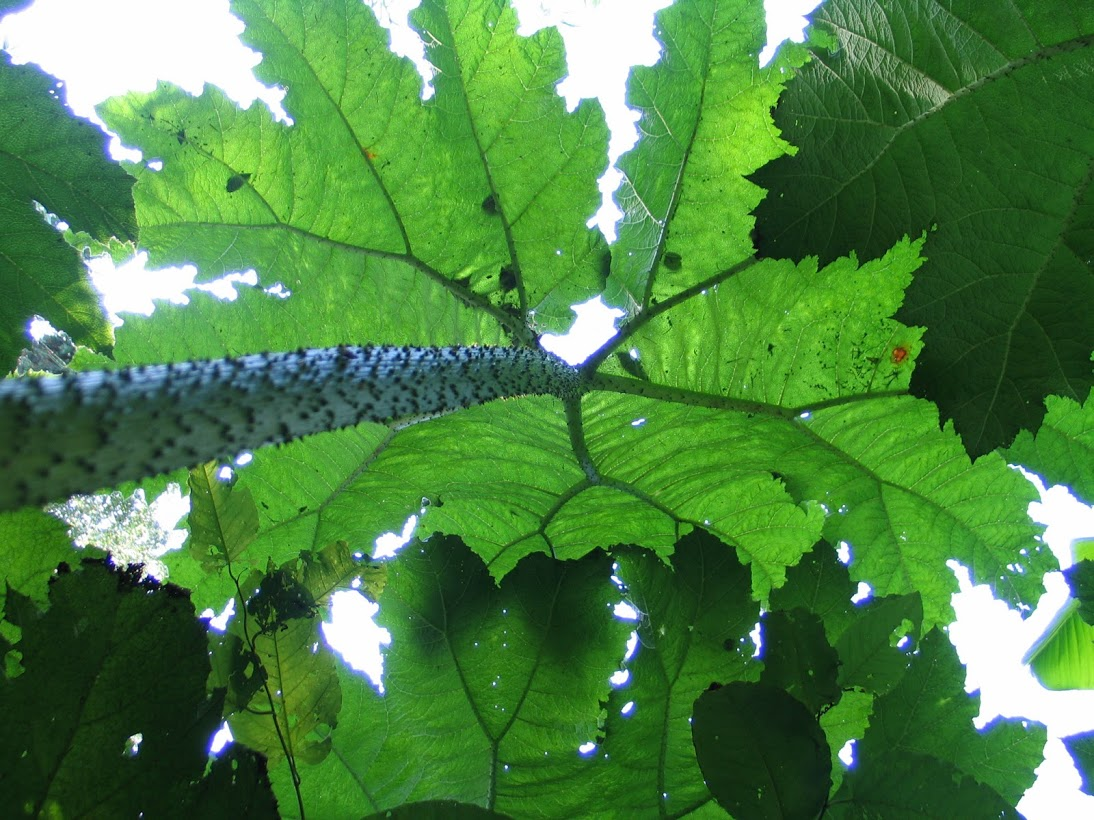
Gunnera
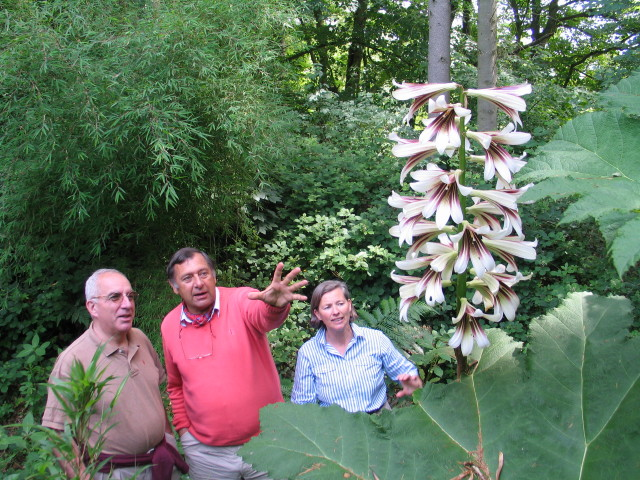
Cardiocrinum giganteum yunnanense
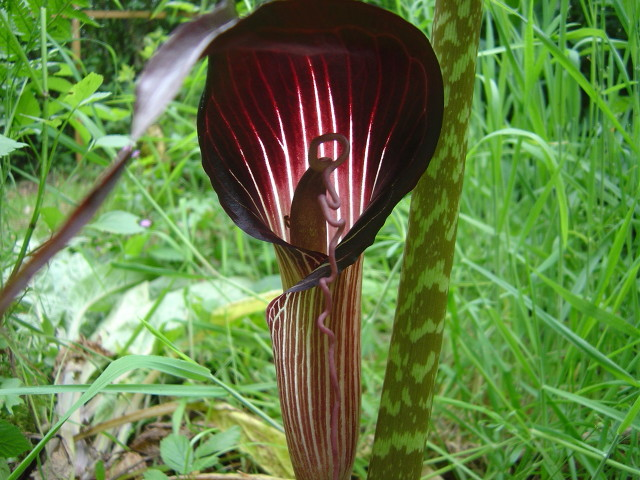
Arisaema speciosum
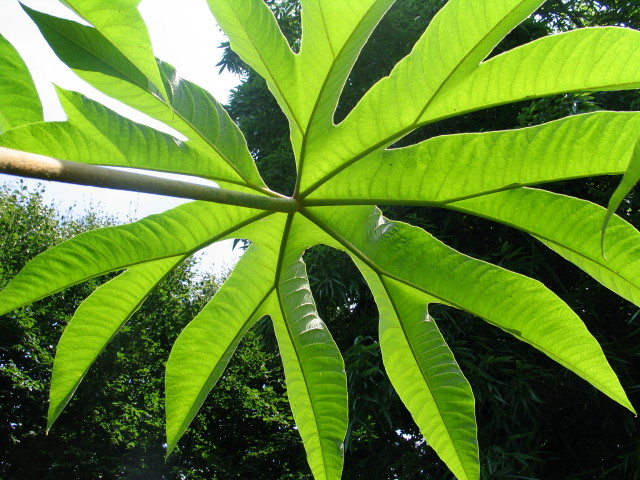
Tetrapanax papyrifer
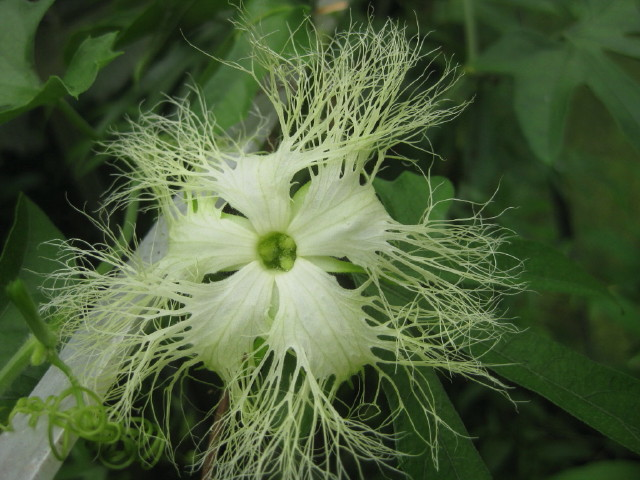
Trichosanthes rosthornii
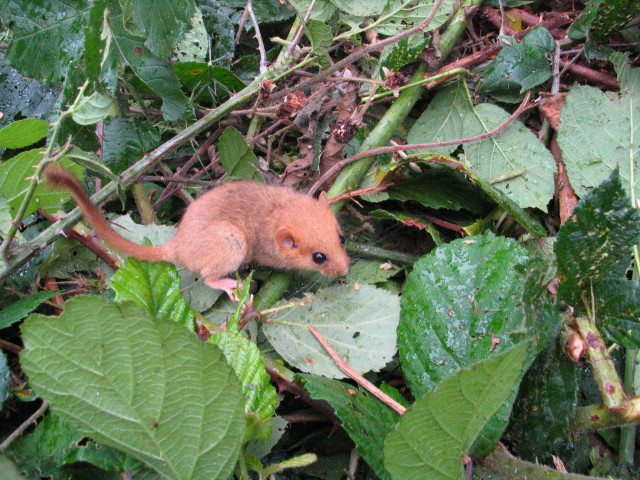
El lirón enano Muscardinus avellanarius
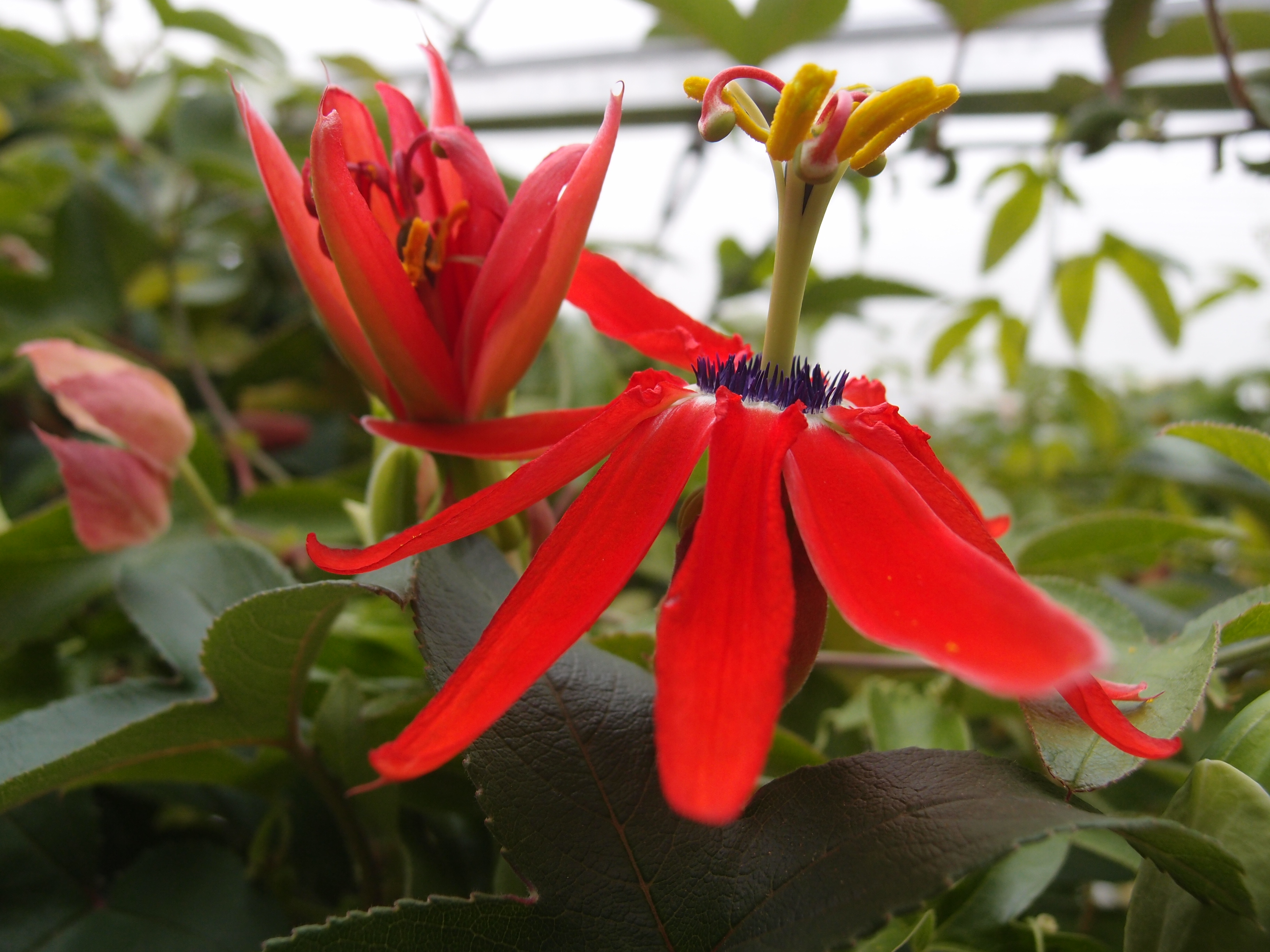
Passiflora manicata en los invernaderos del jardín de la selva
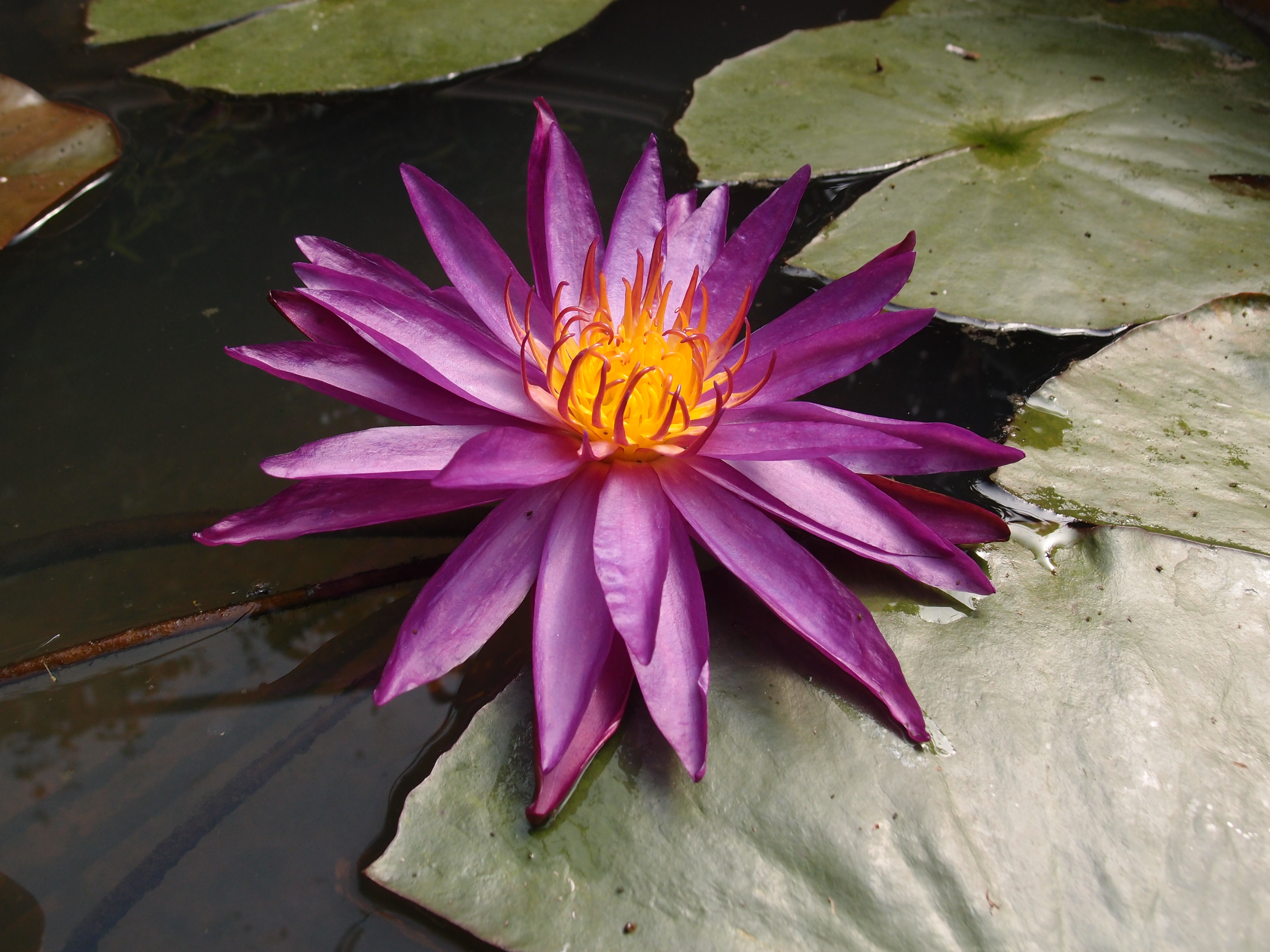
Nymphaea 'Detective Erika'
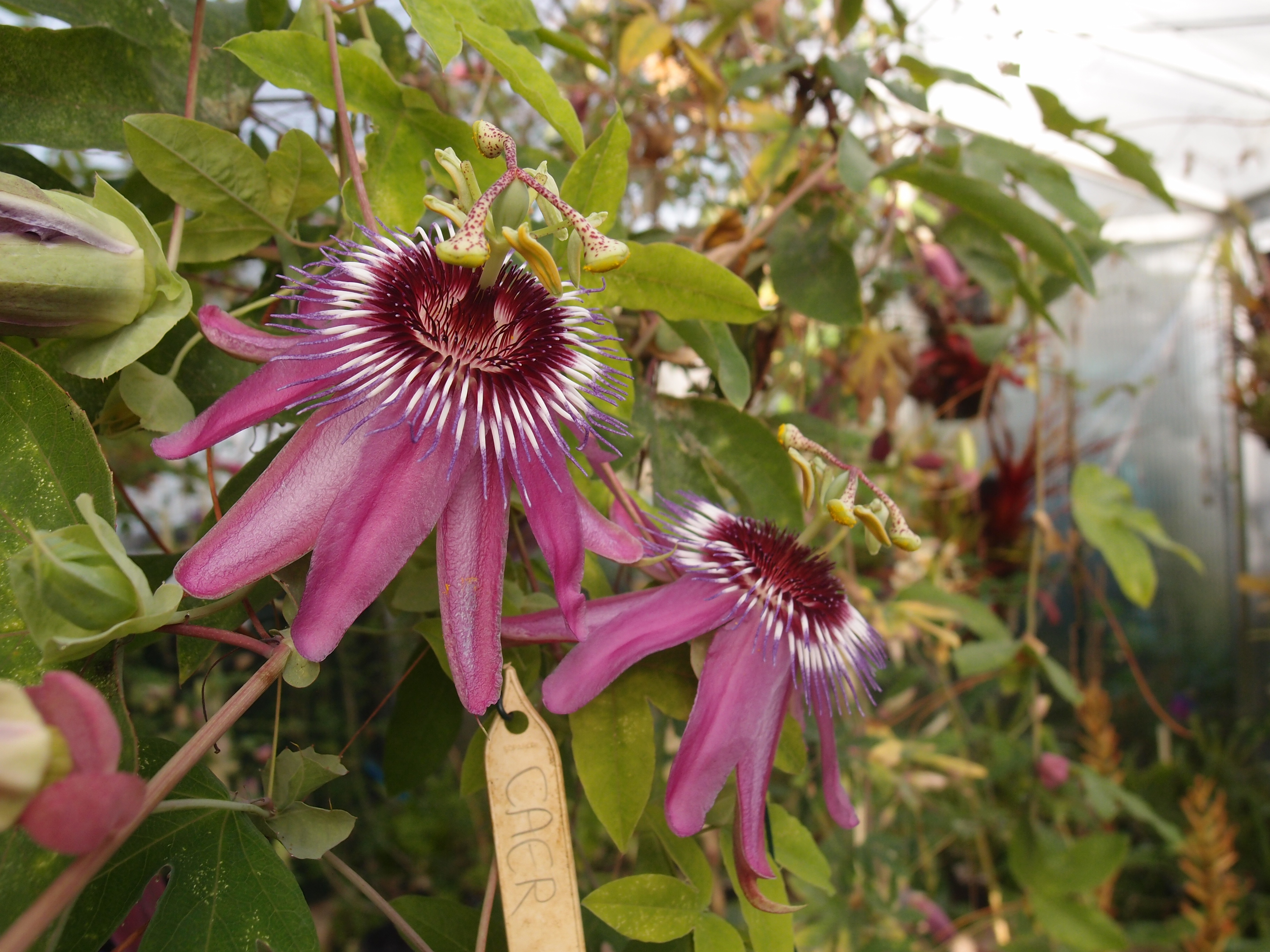
Passiflora 'Jardin Jungle 101'